# VLC media player
VLC media player (thường gọi tắt là VLC) là một phần mềm đa năng gồm trình phát đa phương tiện, truyền phát đa phương tiện và máy chủ mã nguồn mở di động cao và đa nền tảng được viết bởi VideoLAN project.
VLC hỗ trợ nhiều phương thức nén âm thanh và video cũng như nhiều định dạng file, bao gồm DVD-Video, Video CD và giao thức streaming. Nó cho phép truyền từ mạng máy tính và chuyển mã các file multimedia.
Phân phối mặc định của VLC bao gồm một số lượng lớn các thư viện decoding và encoding miễn phí, tránh việc tìm kiếm/ bổ sung các plugin độc quyền. Nhiều trong số các codecs của VLCđược cung cấp bởi thư viện libavcodec từ dự án FFmpeg, nhưng nó dùng chủ yếu từ muxer và demuxers riêng cũng như các giao thức riêng của nó. nó cũng được xem là media player đầu tiên hỗ trợ phát lại các đĩa DVD được mã hóa trên Linux và OS X bằng cách sử dụng thư viện giải mã DVD libdvdcss.

## Lịch sử
Dự án VideoLan ban đầu được bắt đầu như một dự án học tập trong năm 1996. VLC được dùng như VideoLAN Client, nhưng từ khi VLC không còn đơn giản là một phần mềm khách, cái tên ban đầu đã không còn được sử dụng. Nó được dự định để bao gồm client và server để phát hiện video trên mạng của trường. VLC là client cho dự án VideoLAN. Được phát triển bởi sinh viên tại École Centrale Paris, bây giờ nó được phát triển bởi các thành viên trên toàn thế giới và được điều phối bởi VideoLAN - một tổ chức phi lợi nhuận..
Được viết lại vào đầu năm 1998, nó được phát hành theo giấy phép GPL vào 1/2/2001, với sự cho phép từ hiệu trưởng của École Centrale Paris. Các chức năng của chương trình máy chủ, VideoLan Server (VLS), hầu như đã được gộp vào VLC và đã bị phản đối. Tên dự án được đổi thành VLC media player bởi vì không còn là một mô hình client/server nữa.
Biểu tượng hình nón được sử dụng trong VLC là một tham chiếu đến các tế bào hình nón được thu thập bởi École Centrale École Centrale's Networking Students' Association. Thiết kế icon hình nón từ icon vẽ bằng tay phân giải thấp thành độ phân giải CGI cao hơn vào năm 2006, được minh họa bởi Richard Øiestad.
Sau 13 năm phát triển, phiên bản 1.0.0 của VLC được phát hành ngày 7/7/2009. Phiên bản 2.0.0 của VLC được phát hành vào ngày 18/2/2012.
VLC là lần đầu tiên tổng lượng tải về  và đã tải về trên sourceforge.net vượt 1 tỷ lần.
VLC đã từng một lần có trên iPad, iPhone, và iPod Touch trên App Store của Apple, nhưng đã bị hủy do một cuộc xung đột giữa giấy phép GPL và các thỏa thuận của iTunes Store.
Trong năm 2011 và 2012, phần lớn VLC đã được cấp giấy phép GNU Lesser General Public License.

## Nguyên lý thiết kế

### Thiết kế Modular
VLC, giống như hầu hết framework đa phương tiên, được thiết kế theo kiểu modular tiêu chuẩn. Điều này giúp việc thêm các mô-đun/plugins cho các định dạng mới, codec mới hay các phương thức streaming. VLC 1.0.0 đã có hơn 380 modules.
Nhân VLC tạo ra động biểu đồ riêng của mình các module tùy thuộc vào tình hình: giao thức đầu vào, định dạng tập tin đầu vào, định đầu vào, khả năng card màn hình và các thông số khác. Trong VLC, gần như tất cả mọi thứ là modules như: giao diện, đầu ra video và âm thanh, control, scalers, codec, và âm thanh / bộ lọc video.

### Giao diện
Trong VLC, giao diện các mô-đun, có nghĩa là cốt lõi của VLC có thể khởi động một, nhiều, hoặc không có giao diện..
GUI mặc định là dựa trên Qt 4 cho Windows và Linux, Cocoa cho Mac OS X, và Be API trên BeOS; nhưng tất cả đều có giao diện tương tự nhau. GUI mặc định trước đây dựa trên wxWidgets cho Windows và Linux.
Giao diện có chứa một quả trứng phục sinh thay đổi biểu trưng cọc tiêu giao thông của VLC sao cho nó được đội một chiếc mũ Noel. Biểu trưng này thay đổi vào ngày 18 tháng 12, một tuần trước Giáng sinh, và trở lại như cũ vào ngày mùng một tháng 1.